# Misumenops carneus
Misumenops carneus är en spindelart som beskrevs av Cândido Firmino de Mello-Leitão 1944. 
Misumenops carneus ingår i släktet Misumenops och familjen krabbspindlar. Inga underarter finns listade i Catalogue of Life.